# Sozonte
Sozonte o Farasio (siglo III - 7 de septiembre entre 284 y 305), fue un mártir cristiano, recordado como santo por la Iglesia católica el 7 de septiembre.

## Biografía
Originario de Cilicia, una provincia romana de Asia Menor, era un joven pastor que se convirtió al cristianismo y se arrojó contra los ídolos paganos y rompió algunos de ellos en oro y otros metales preciosos para distribuirlos a los pobres. Considerado subversivo y peligroso por los romanos, fue torturado. Se le ofreció la oportunidad de salvar su vida, luego de un acto de abjuración, pero se negó. Según lo informado en el Martirologio, fue condenado a muerte alcanzado por una lluvia de flechas, pero los dardos que impactaron en su cuerpo se doblaron sin siquiera arañarlo. Se dejó caer en aceite hirviendo sin ningún resultado; finalmente fue condenado a la hoguera, murió el 7 de septiembre de un año entre 284 y 305, durante el imperio de Diocleciano.

## Veneración
Su culto se extendió a todas las provincias del Imperio Romano de Oriente; el monasterio más grande e importante dedicado al santo mártir en Occidente es el fundado entre los siglos VII y VIII en San Sosti (Άγιος Σώστης), en la provincia de Cosenza, por los monjes bizantinos que huían de Grecia debido a las perscepciones iconoclastas desatadas por León III Isáurico.
De este monasterio, dotado de un importante scriptorium, se pueden visitar las ruinas que se conservan a lo largo del camino que conduce al Santuario de la Madonna del Pettoruto.